# Ahun
Ahun est une commune française située dans le département de la Creuse, en région Nouvelle-Aquitaine.

## Géographie

### Localisation
Ahun est située à 11 km de Saint-Sulpice-les-Champs, à 13 km de Chénérailles, à 14 km de Jarnages, à 20 km de Guéret et à 21 km de Pontarion et d'Aubusson.
D'après des calculs de l'IGN publiés en 2016, le centre géographique du département de la Creuse est situé dans la commune.

### Géologie et relief
La commune est plutôt boisée, les deux principaux bois sont le bois d'Ahun et le bois Roueix.

### Sismicité
Commune située dans une zone de sismicité 2 faible.

### Hydrographie et eaux souterraines
La Creuse longe la commune qui s'étend sur sa rive gauche et passe au pied du hameau de Busseau,.
Trois ruisseaux traversent la commune et se jettent dans la rivière : 
- le ruisseau de Pognat qui prend ensuite le nom de ruisseau du Mas du Theil,
- le ruisseau de Félinas
- et le ruisseau de Lavaud qui prend ensuite le nom de ruisseau du Chezalet.

Plusieurs étangs se trouvent sur le territoire communal, en particulier dans sa partie sud ; les deux plus notables sont l'étang d'Ayen et celui des Salesses.

### Voies de communications et transports

#### Voies routières
Le bourg d'Ahun est situé sur la RD 942 de Guéret à Aubusson à mi-chemin de chacune de ces villes.

#### Transports en commun
La commune est desservie par les lignes TransCreuse.

##### SNCF
- Ahun est desservie par la gare de Busseau-sur-Creuse, située sur la commune dans le hameau du même nom, et est directement reliée avec les gares de Limoges-Bénédictins, de Montluçon-Ville et de Felletin.

Autres gares les plus proches :
- Gare de Lavaveix-les-Mines.
- Gare de Parsac - Gouzon.
- Gare d'Aubusson.

#### Transports aériens
Les aéroports les plus proches sont :
- l’aéroport de Montluçon Guéret ;
- l’aéroport de Limoges-Bellegarde.

### Intercommunalité
Commune membre de la Communauté de communes Creuse Sud-Ouest.

### Climat
Pour des articles plus généraux, voir Climat de la Nouvelle-Aquitaine et Climat de la Creuse.
Historiquement, la commune est exposée à un climat montagnard.  
En 2020, Météo-France publie une typologie des climats de la France métropolitaine dans laquelle la commune est exposée à un climat de montagne et est dans la région climatique Ouest et nord-ouest du Massif Central, caractérisée par une pluviométrie annuelle de 900 à 1 500 mm, maximale en automne et en hiver.
Pour la période 1971-2000, la température annuelle moyenne est de 10,4 °C, avec une amplitude thermique annuelle de 15,1 °C. Le cumul annuel moyen de précipitations est de 1 040 mm, avec 12,4 jours de précipitations en janvier et 7,8 jours en juillet. Pour la période 1991-2020, la température moyenne annuelle observée sur la station météorologique la plus proche, située sur la commune d'Aubusson à 17 km à vol d'oiseau, est de 10,1 °C et le cumul annuel moyen de précipitations est de 939,1 mm,. Pour l'avenir, les paramètres climatiques de la commune estimés pour 2050 selon différents scénarios d'émission de gaz à effet de serre sont consultables sur un site dédié publié par Météo-France en novembre 2022.

## Urbanisme

### Typologie
Au 1er janvier 2024, Ahun est catégorisée bourg rural, selon la nouvelle grille communale de densité à 7 niveaux définie par l'Insee en 2022.
Elle est située hors unité urbaine. Par ailleurs la commune fait partie de l'aire d'attraction de Guéret, dont elle est une commune de la couronne,. Cette aire, qui regroupe 72 communes, est catégorisée dans les aires de moins de 50 000 habitants,.

### Occupation des sols
L'occupation des sols de la commune, telle qu'elle ressort de la base de données européenne d’occupation biophysique des sols Corine Land Cover (CLC), est marquée par l'importance des territoires agricoles (64 % en 2018), une proportion identique à celle de 1990 (63,8 %). La répartition détaillée en 2018 est la suivante : 
prairies (47,4 %), forêts (30,7 %), zones agricoles hétérogènes (16,6 %), zones urbanisées (3 %), milieux à végétation arbustive et/ou herbacée (1,5 %), zones industrielles ou commerciales et réseaux de communication (0,8 %). L'évolution de l’occupation des sols de la commune et de ses infrastructures peut être observée sur les différentes représentations cartographiques du territoire : la carte de Cassini (XVIIIe siècle), la carte d'état-major (1820-1866) et les cartes ou photos aériennes de l'IGN pour la période actuelle (1950 à aujourd'hui).

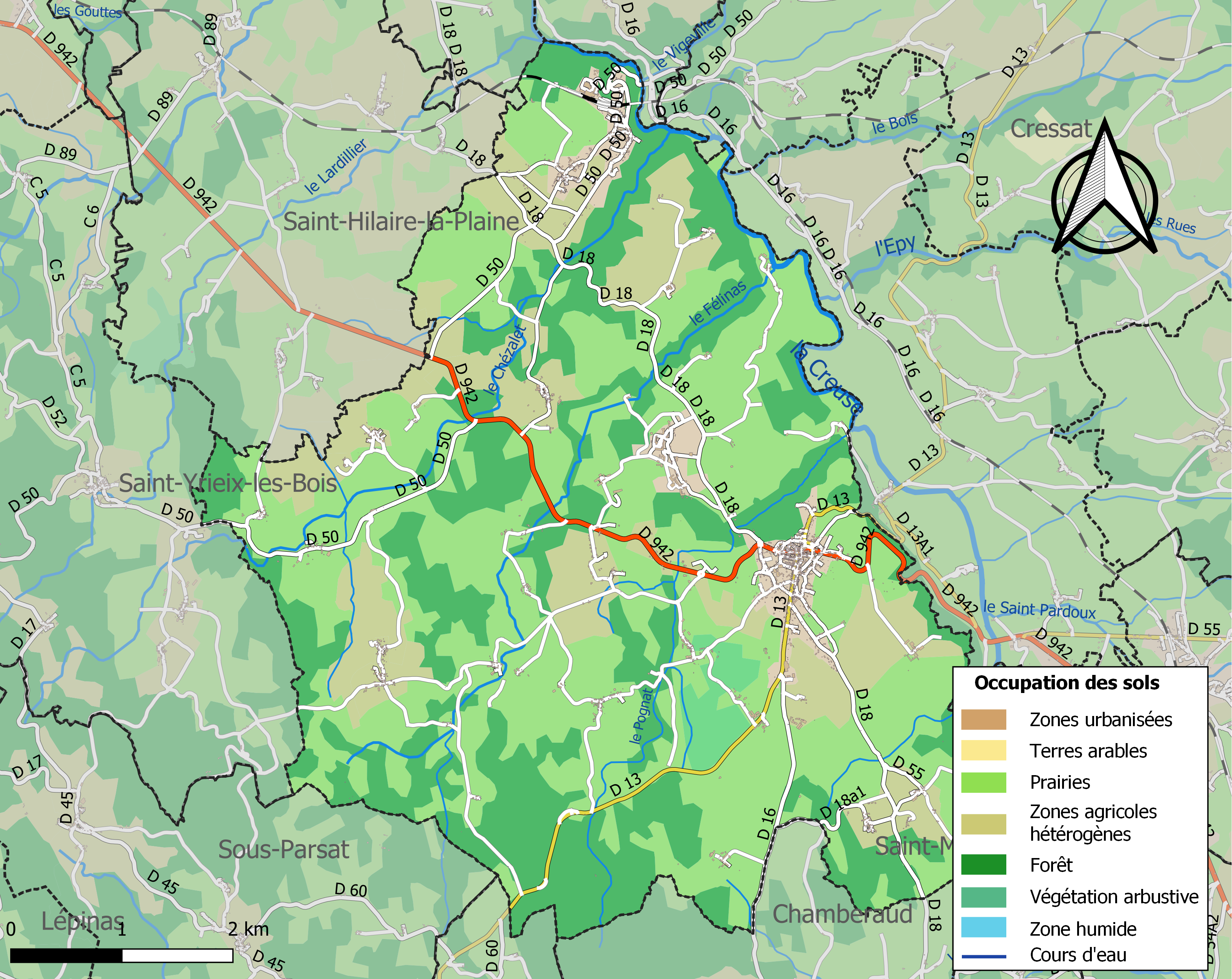
Carte des infrastructures et de l'occupation des sols de la commune en 2018 (CLC).

### Risques majeurs
Le territoire de la commune d'Ahun est vulnérable à différents aléas naturels : météorologiques (tempête, orage, neige, grand froid, canicule ou sécheresse) et séisme (sismicité faible). Il est également exposé à un risque technologique, le risque de rupture de barrage, et à un risque particulier : le risque de radon. Un site publié par le BRGM permet d'évaluer simplement et rapidement les risques d'un bien localisé soit par son adresse soit par le numéro de sa parcelle.

#### Risques naturels

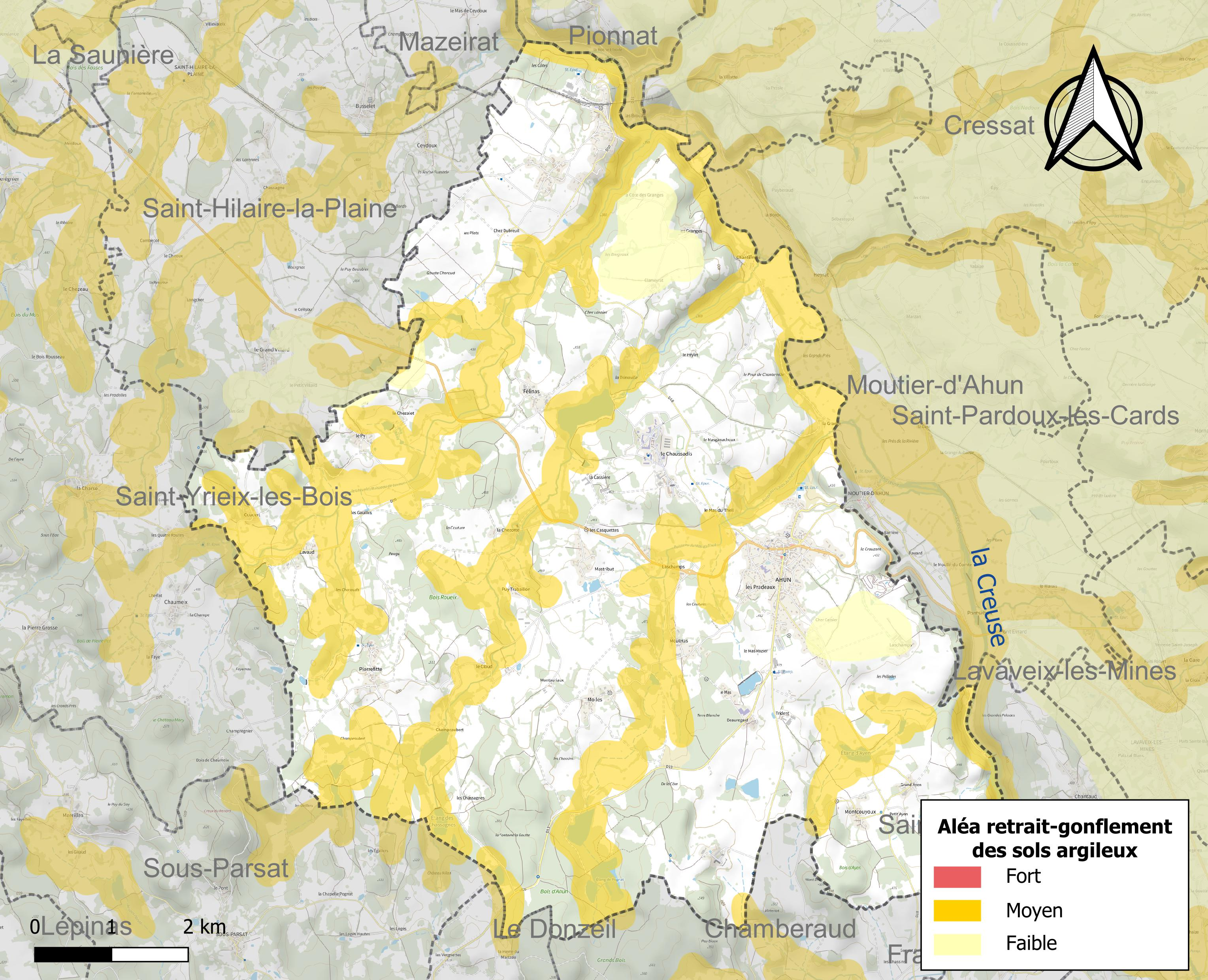
Carte des zones d'aléa retrait-gonflement des sols argileux d'Ahun.

Le retrait-gonflement des sols argileux est susceptible d'engendrer des dommages importants aux bâtiments en cas d’alternance de périodes de sécheresse et de pluie. 31,6 % de la superficie communale est en aléa moyen ou fort (33,6 % au niveau départemental et 48,5 % au niveau national). Sur les 783 bâtiments dénombrés sur la commune en 2019, 57 sont en aléa moyen ou fort, soit 7 %, à comparer aux 25 % au niveau départemental et 54 % au niveau national. Une cartographie de l'exposition du territoire national au retrait gonflement des sols argileux est disponible sur le site du BRGM,.
Par ailleurs, afin de mieux appréhender le risque d’affaissement de terrain, l'inventaire national des cavités souterraines permet de localiser celles situées sur la commune.
La commune a été reconnue en état de catastrophe naturelle au titre des dommages causés par les inondations et coulées de boue survenues en 1982 et 1999. Concernant les mouvements de terrains, la commune a été reconnue en état de catastrophe naturelle au titre des dommages causés par des mouvements de terrain en 1999.

#### Risque technologique
La commune est en outre située en aval du  barrage de Confolent, un ouvrage sur la Creuse de classe A soumis à PPI, disposant d'une retenue de 4,7 millions de mètres cubes. À ce titre elle est susceptible d’être touchée par l’onde de submersion consécutive à la rupture de cet ouvrage.

#### Risque particulier
Dans plusieurs parties du territoire national, le radon, accumulé dans certains logements ou autres locaux, peut constituer une source significative d’exposition de la population aux rayonnements ionisants. Certaines communes du département sont concernées par le risque radon à un niveau plus ou moins élevé. Selon la classification de 2018, la commune d'Ahun est classée en zone 3, à savoir zone à potentiel radon significatif.

## Toponymie
Le nom provient de Acitodunum (IVe s.), formé sur Agedo-, nom d'homme, et du gaulois dunum (forteresse).
"Acito", mot probablement different de "Agedo" selon Xavier Delamare, pourrait signifier "plaine, champs". "Acito-dunum" serait donc "le fort de la plaine".
Cette étymologie donnera Ahun en français et Alhun en marchois (dialecte du Croissant) et en limousin.

## Histoire

### Antiquité
Ahun, pendant l'Empire romain, fut un vicus de la civitas des Lémovices, nommé Acitodunum figurant sur la Table de Peutinger . C'était une station du cursus publicus - mansio ou mutatio - situé sur la voie romaine de Lugdunum (Lyon) à Mediolanum Santonum (Saintes). A proximité du vicus, une enceinte protohistorique portant aujourd'hui le nom de « Camp de César » peut laisser supposer une occupation antérieure.
Des fragments de colonnes, bases et de chapiteaux inclus en réemploi dans les maisons d'Ahun et Bonnafoux ont été retrouvés ainsi que les ruines d'une colonnade sur stylobate entre Ahun et Moutier d'Ahun. A l'emplacement de l'église actuelle se trouvait vraisemblablement un sanctuaire ou mausolée. Des cippes ont été réemployés dans l'église ou sont exposés au jardin lapidaire.

### Moyen Âge
Ahun possède une église et des maisons en granite.
Elle a eu un atelier monétaire sous les Mérovingiens. On y remarquait jadis une vieille forteresse appelée « château du Rocher ».
Ahun a été un ancien prieuré placé sous l'invocation de saint Silvain, saint qui a été martyrisé dans cette ville le 16 octobre 407.
Petit à petit, Ahun devient une ville libre qui obtient de ses seigneurs le droit de s'administrer elle-même par des chartes :
- la première charte d'affranchissement est accordée en 1228 par Hugues XII, comte de la Marche.
- Hugues XIII confirma cette charte en 1286 et permet aux habitants de se marier sans le consentement du seigneur.
- le fils de François Ier, Charles, duc d'Orléans, comte de la Marche, ordonne une charte qui stipule que les habitants de la ville d'Ahun « ne pourront faire le charivari à aucun des habitants de ladite ville, soit mariant et remariant ; mais que celui qui se marie ou remarie en ladite ville, devra aux compagnons à marier, quatre pots de vin, quatre pains et un mets de viande, ou devra bailler cinq sols pour le dit droit en ce que lesdits compagnons ou consuls seront tenus d'accompagner lesdits mariés, allant et venant de leur maison à l'église. »

Au XIIIe siècle, Ahun a été une des sept châtellenies qui rendaient la justice au nom du comte de la Marche ; le 14 juin 1686, cette châtellenie a été cédée par Louis XIV au duc de la Feuillade en échange de Saint-Cyr.
Au village de Chantemille, il existe un vieux château féodal. En 1465, Louis Dupuis, seigneur de Chantemille, obtint du comte de la Marche la permission d'y faire le guet et garde jour et nuit, c'est lui qui est à l'origine du château actuel qui a été augmenté d'une aile au début du XVIe siècle.

### Époque moderne
Chantemille était une cure placée sous l'invocation de sainte Radegonde ; il fut défendu au chapelain, en 1662, d'y faire aucune fonction curiale. La chapelle castrale située au château de Chantemille était en ruines vers 1590, puis restaurée en 1618 et de nouveau ruinée.

### Époque contemporaine
Vers 1927-1930, on déblaya les ruines de la chapelle du château mettant au jour un autel gallo-romain qui servait de support à la table d’autel : « le cippe de Chantemille », il est toujours visible aujourd’hui. La partie basse de la chapelle Sainte-Radegonde, qui forme une terrasse surplombant la vallée de la Creuse, existe encore ainsi que la table d'autel du XVe siècle et deux portes en plein cintre visiblement du XVIe siècle.

## Politique et administration

### Liste des maires
| Période                                  | Période      | Identité             | Étiquette | Qualité           |
| ---------------------------------------- | ------------ | -------------------- | --------- | ----------------- |
| Les données manquantes sont à compléter. |              |                      |           |                   |
| mai 1912                                 | 1919         | Louis Meaume         |           |                   |
| 1919                                     | 1930         | Jacques Chabrol      |           |                   |
| 1930                                     | 1944         | Adrien Coursaget     |           |                   |
| 1944                                     | octobre 1947 | Camille Aumasson     | SFIO      | Médecin           |
| octobre 1947                             | mars 1971    | Marcel Arnaud        | SFIO      |                   |
| mars 1971                                | mars 1977    | Camille Aumasson     | PS        | Médecin           |
| mars 1977                                | mars 1989    | Pierre Lamiraud      | RPR       | Pharmacien        |
| mars 1989                                | mars 2001    | Christianne Chaubier | PS        | Médecin           |
| mars 2001                                | mars 2008    | Colette Lauvergne    | -         | Infirmière        |
| mars 2008                                | mai 2020     | Patrick Pacaud       | UMP-LR    | Agriculteur       |
| mai 2020                                 | En cours     | Thierry Cotiche      | DVG       | Fonctionnaire DDT |

### Budget et fiscalité 2021
En 2021, le budget de la commune était constitué ainsi :
- total des produits de fonctionnement : 1 341 000 €, soit 827 € par habitant ;
- total des charges de fonctionnement : 977 000 €, soit 602 € par habitant ;
- total des ressources d'investissement : 488 000 €, soit 301 € par habitant ;
- total des emplois d'investissement : 784 000 €, soit 483 € par habitant ;
- endettement : 578 000 €, soit 356 € par habitant.

Avec les taux de fiscalité suivants :
- taxe d'habitation : 12,99 % ;
- taxe foncière sur les propriétés bâties : 36,88 % ;
- taxe foncière sur les propriétés non bâties : 62,46 % ;
- taxe additionnelle à la taxe foncière sur les propriétés non bâties : 0,00 % ;
- cotisation foncière des entreprises : 0,00 %.

Chiffres clés Revenus et pauvreté des ménages en 2020 : médiane en 2020 du revenu disponible, par unité de consommation : 20 920 €.

## Économie

### Entreprises et commerces

#### Agriculture
- Élevage d'autres bovins et de buffles.
- Sylviculture et exploitation forestière.

#### Tourisme
- Hébergement et restauration à Sous-Parsat, Blaudeix, Guéret, Peyrat-la-Nonière, Aubusson.

#### Commerces
- Commerces et services de proximité.

## Population et société

### Démographie

#### Évolution démographique
L'évolution du nombre d'habitants est connue à travers les recensements de la population effectués dans la commune depuis 1793. Pour les communes de moins de 10 000 habitants, une enquête de recensement portant sur toute la population est réalisée tous les cinq ans, les populations de référence des années intermédiaires étant quant à elles estimées par interpolation ou extrapolation. Pour la commune, le premier recensement exhaustif entrant dans le cadre du nouveau dispositif a été réalisé en 2004.

En 2022, la commune comptait 1 442 habitants, en évolution de +0,28 % par rapport à 2016 (Creuse : −3,32 %, France hors Mayotte : +2,11 %).
| 1793  | 1800  | 1806  | 1821  | 1831  | 1836  | 1841  | 1846  | 1851  |
| ----- | ----- | ----- | ----- | ----- | ----- | ----- | ----- | ----- |
| 1 850 | 1 564 | 1 711 | 1 993 | 2 212 | 2 183 | 2 112 | 2 203 | 2 242 |

| 1856  | 1861  | 1866  | 1872  | 1876  | 1881  | 1886  | 1891  | 1896  |
| ----- | ----- | ----- | ----- | ----- | ----- | ----- | ----- | ----- |
| 2 194 | 2 285 | 2 450 | 2 330 | 2 360 | 2 392 | 2 475 | 2 445 | 2 349 |

| 1901  | 1906  | 1911  | 1921  | 1926  | 1931  | 1936  | 1946  | 1954  |
| ----- | ----- | ----- | ----- | ----- | ----- | ----- | ----- | ----- |
| 2 307 | 2 223 | 2 152 | 1 803 | 1 764 | 1 788 | 1 830 | 1 692 | 1 574 |

| 1962  | 1968  | 1975  | 1982  | 1990  | 1999  | 2004  | 2006  | 2009  |
| ----- | ----- | ----- | ----- | ----- | ----- | ----- | ----- | ----- |
| 1 491 | 1 623 | 1 605 | 1 529 | 1 481 | 1 501 | 1 568 | 1 560 | 1 579 |

| 2014  | 2019  | 2022  | - | - | - | - | - | - |
| ----- | ----- | ----- | - | - | - | - | - | - |
| 1 466 | 1 410 | 1 442 | - | - | - | - | - | - |

Ahun comptait en 1847 2 303 habitants et 200 migrants soit 8,7 % de la population. Parmi ces 200  migrants, 200 étaient maçons.

### Enseignement
Entouré de prés et de bois, le lycée agricole d'Ahun, possède aussi son étang. Les élèves font passer la population du village de 1 500 hab. à plus de 2 000 hab.
Les formations proposées au lycée sont les suivantes :
- Dans le 1er cycle :
  - 4e et 3e technologiques
- Dans l'enseignement professionnel :
  - BEPA Conduite de Production Agricole option productions animales
  - BEPA Services option services aux personnes ou secrétariat - accueil
  - BTA Commercialisation et Services option services administratifs (orientation secrétariat vétérinaire) ou services en milieu rural
  - Bac pro Conduite et Gestion de l'Entreprise Agricole option productions animale
- Dans l'enseignement général :
  - Seconde générale et technologique
  - Bac techno série STAV sensibilisation « aménagement » ou « production »
- Dans l'enseignement supérieur :
  - BTSA ACSE
  - BTSA Aquaculture, parfois appelé BTSA Productions aquacoles
  - BTSA Gestion et maitrise de l'eau/Gestion des services d'eau et d'assainissement
  - Licence professionnelle Gestion de Ressources et Production d'Eau
  - Licence professionnelle Gestion du patrimoine naturel

Les deux licences se font en partenariat avec l’université de Limoges

### Cultes
- Culte catholique, Paroisse St Pardoux en Marche : Guéret, Ahun, Bonnat, St Vaury, Ste Feyre, Sardent (Creuse)[39],[40], Diocèse de Limoges.

## Culture locale et patrimoine

### Lieux et monuments

Patrimoine religieux
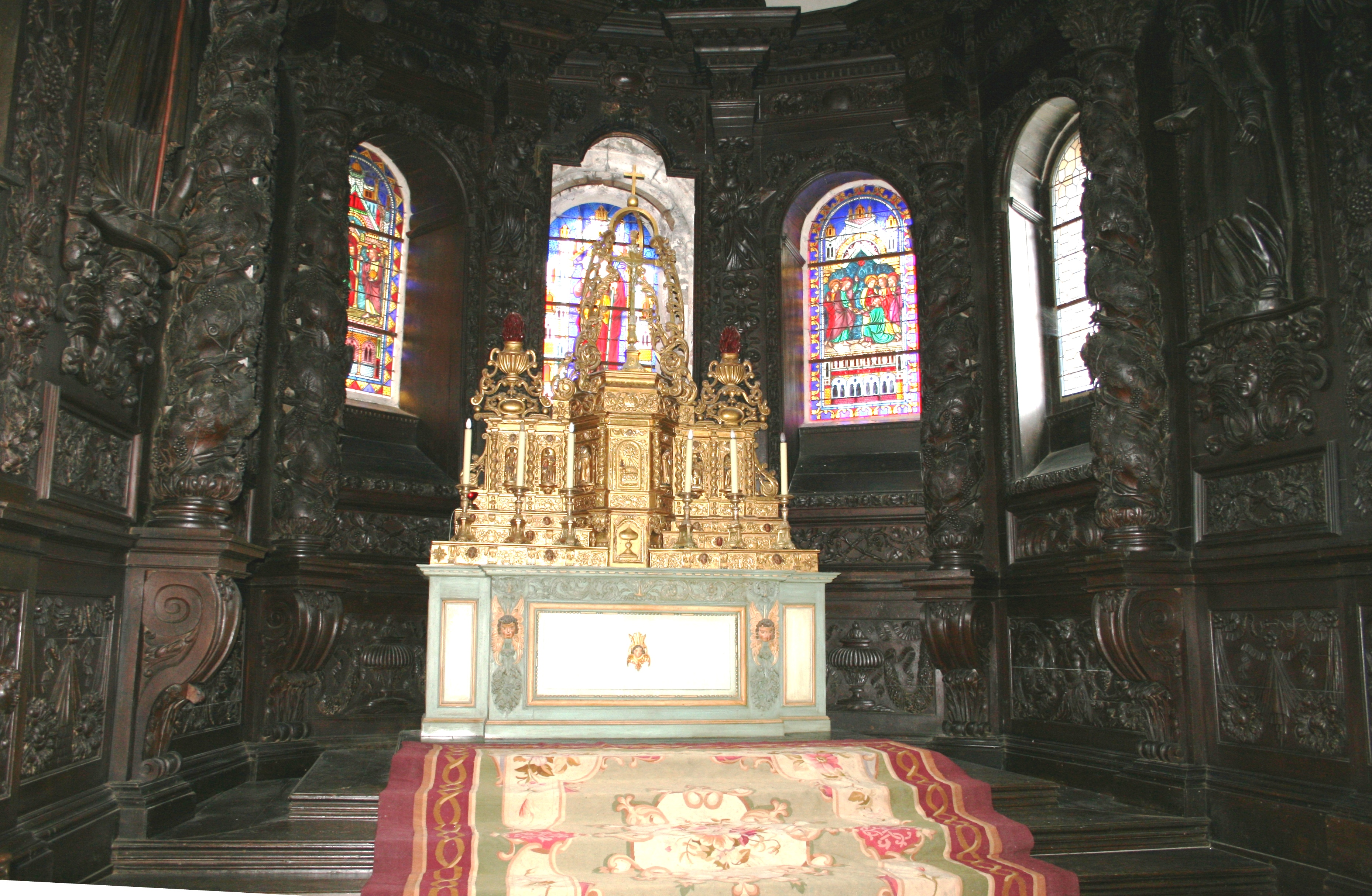
Les boiseries du chœur[41].
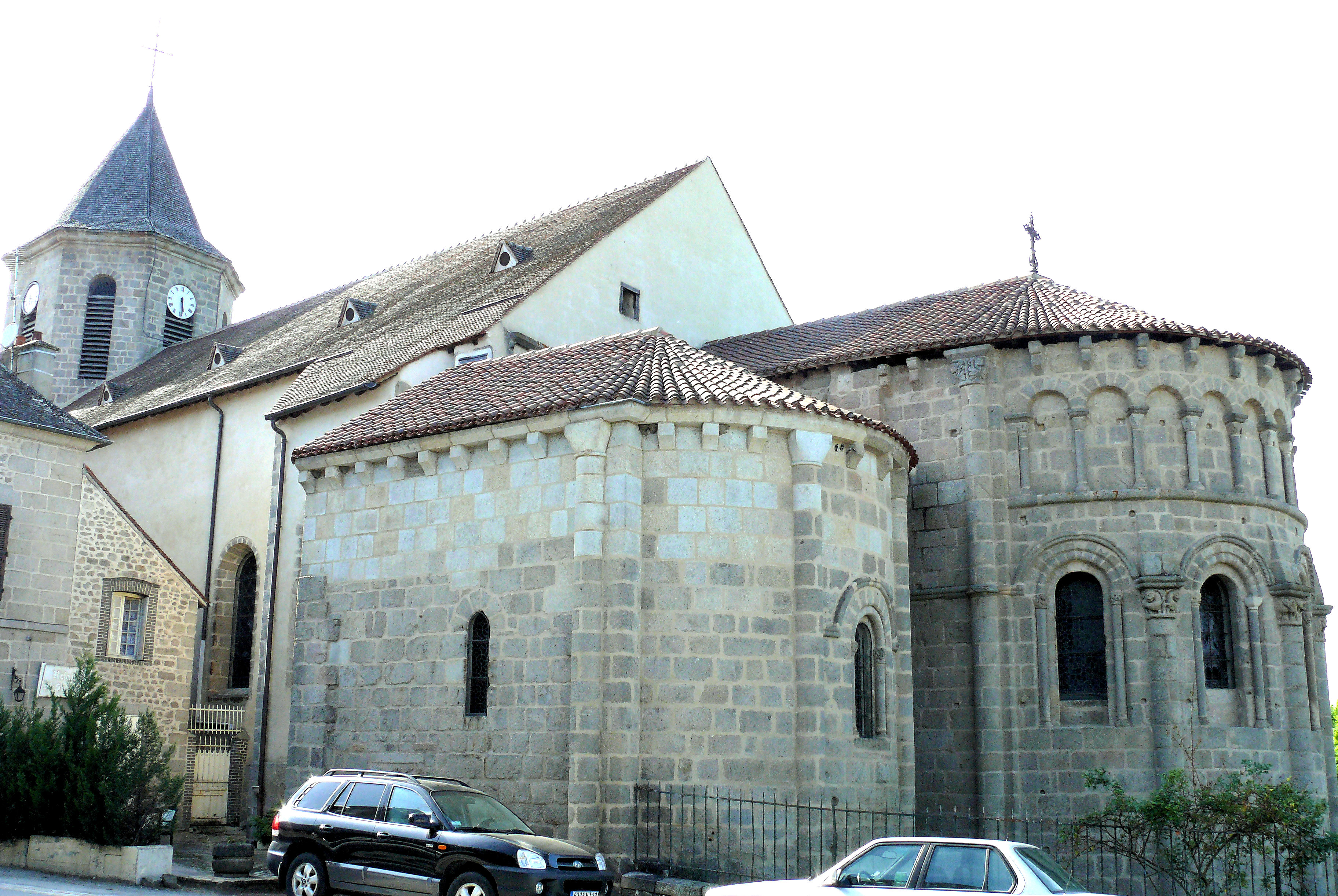
Ensemble vu du chevet[42].
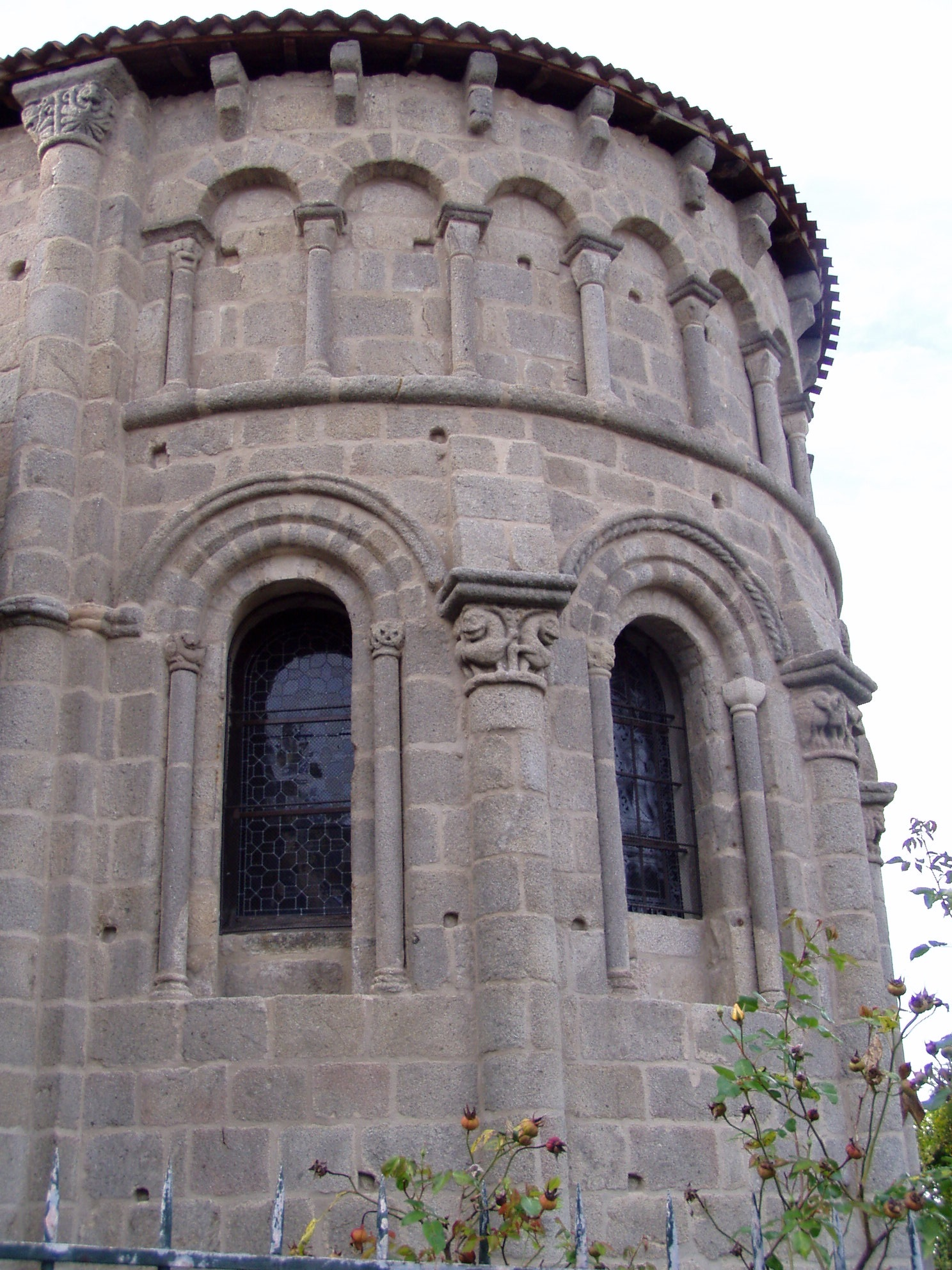
Abside[43].
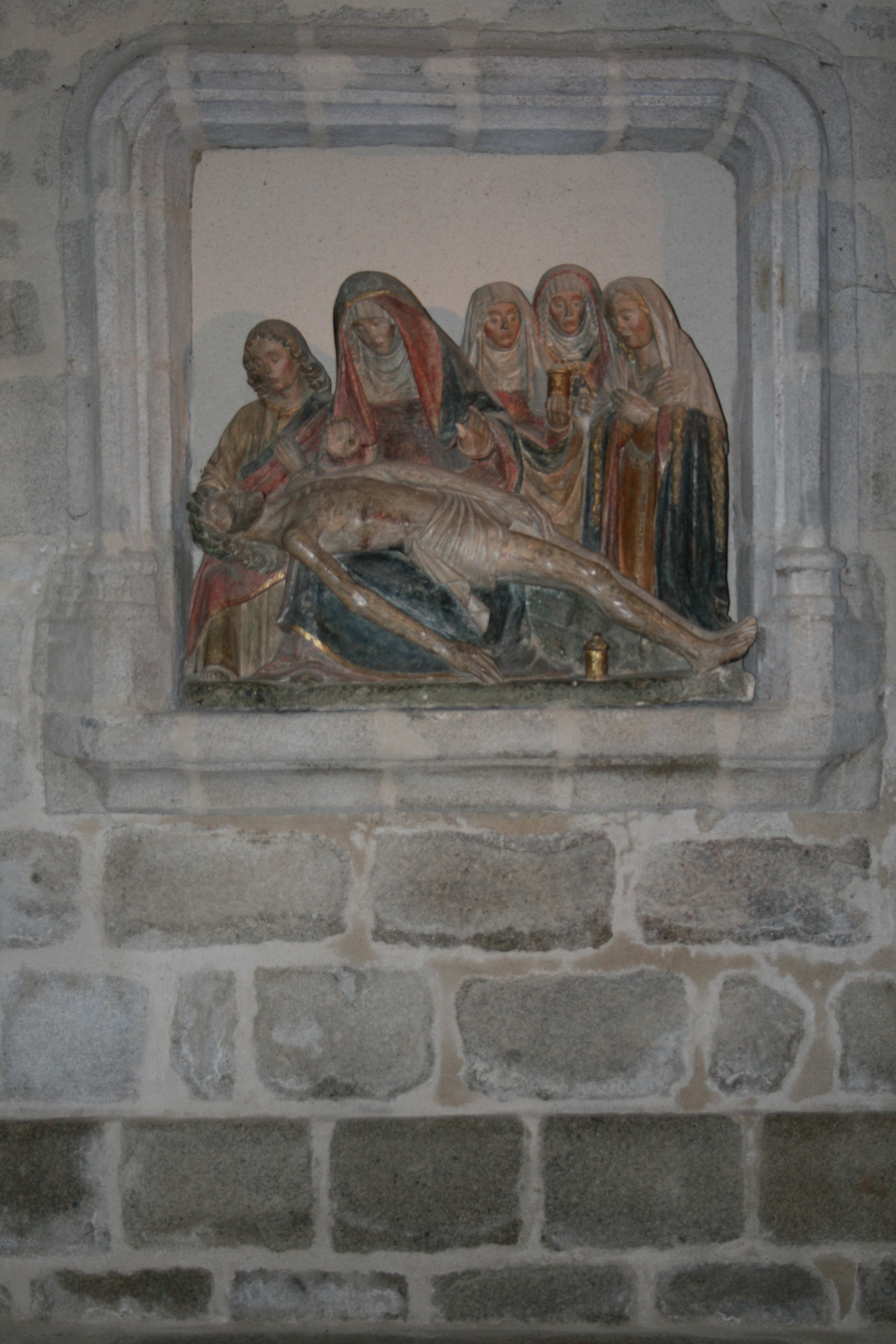
Église d'Ahun. Piétà du XVe siècle.
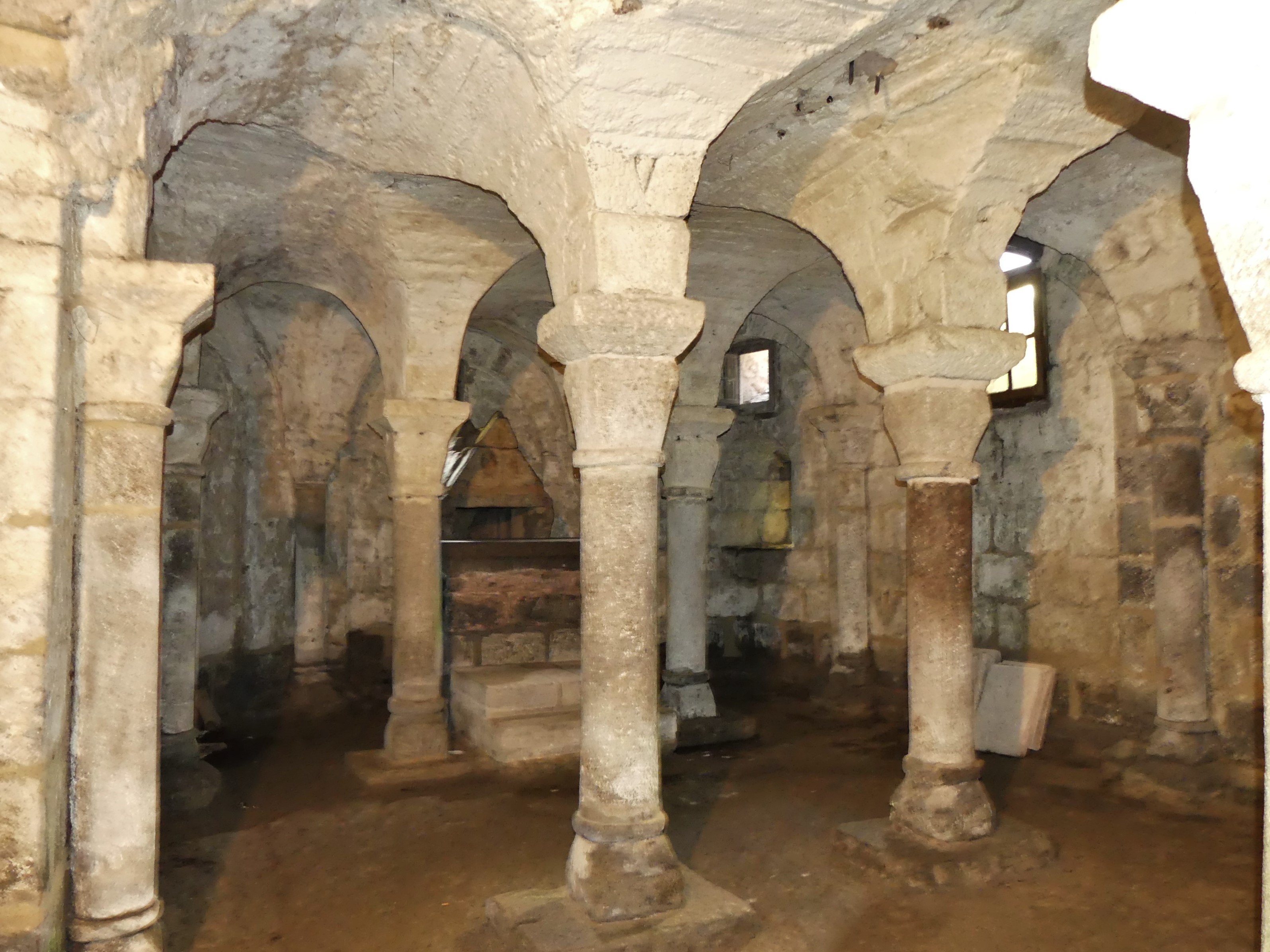
Crypte de l'église[44].

- L'église Saint-Sylvain est en partie romane (XIIe siècle)[45], elle est assez dépouillée extérieurement,

elle possède une crypte du XIe siècle où l'on accède par un escalier situé à l'extérieur, et dans laquelle se trouve le tombeau de saint Silvain. Le chevet frappe par l'élégance de sa décoration : entre les baies en plein cintre, des colonnes portent de beaux chapiteaux ornés d'animaux, d'oiseaux et de palmettes. À l'intérieur de l'église, il faut voir de superbes boiseries de la fin du XVIIe siècle qui complètent celles du Moutier-d'Ahun, à quelques kilomètres, et une pietà du XVe siècle à six personnages. L'édifice a été classé au titre des monuments historiques le 02 octobre 1992.
Grotte de Lourdes dans le narthex.
- Monument aux morts[48] : Conflits commémorés : Guerres 1914-1918 - 1939-1945.

Autres sites et patrimoines
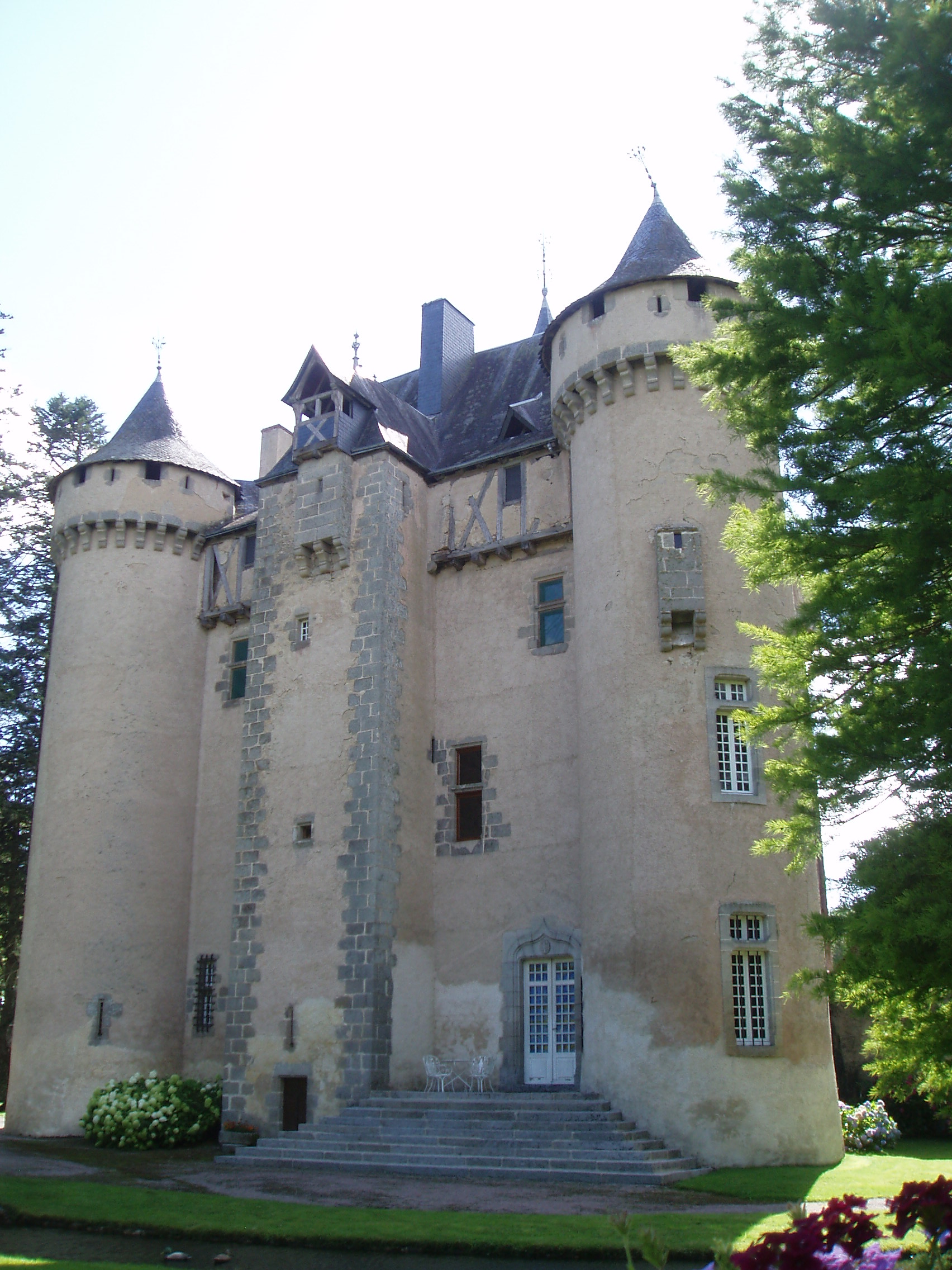
Château de la Chezotte.
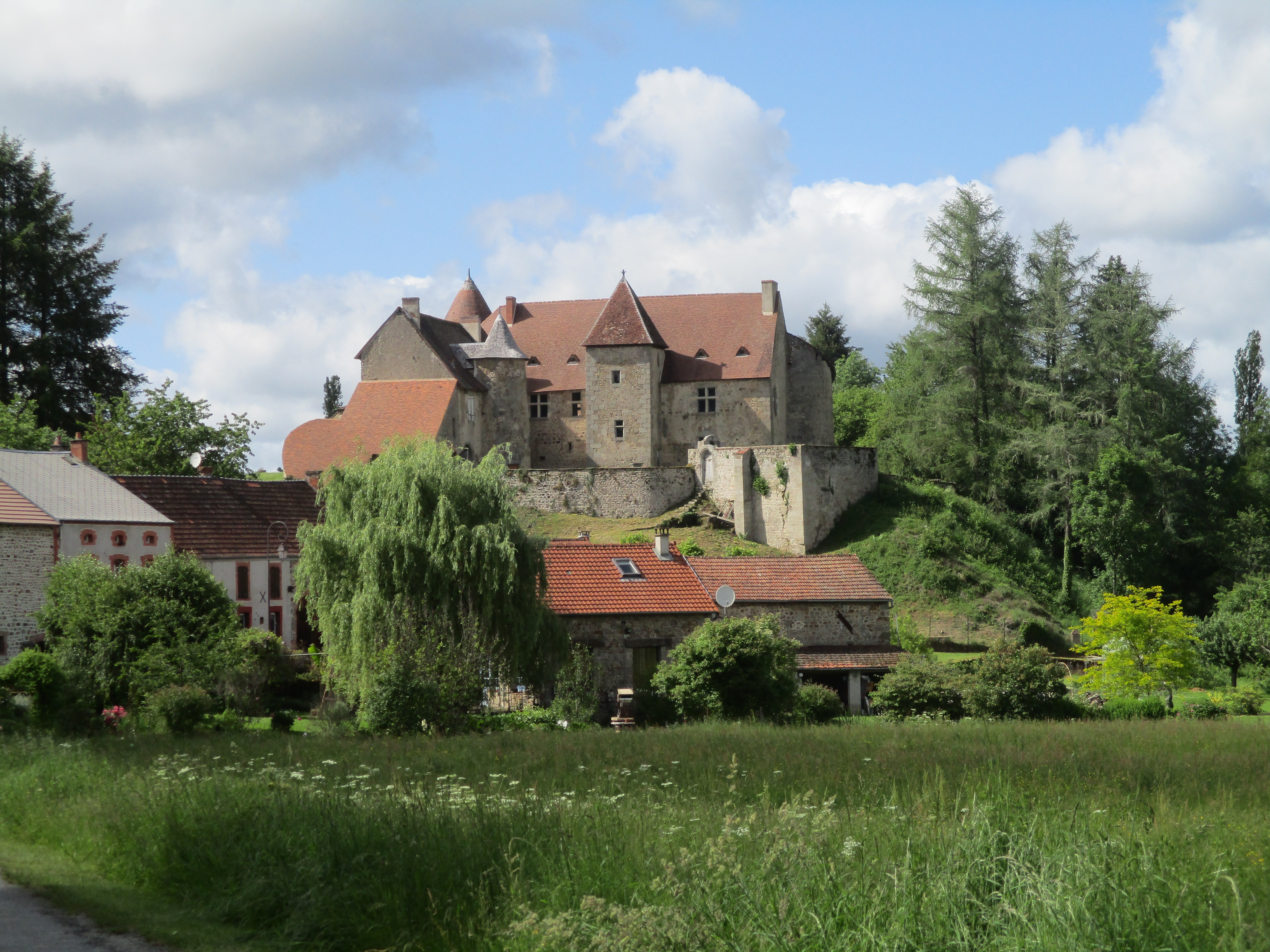
Château de Chantemille.
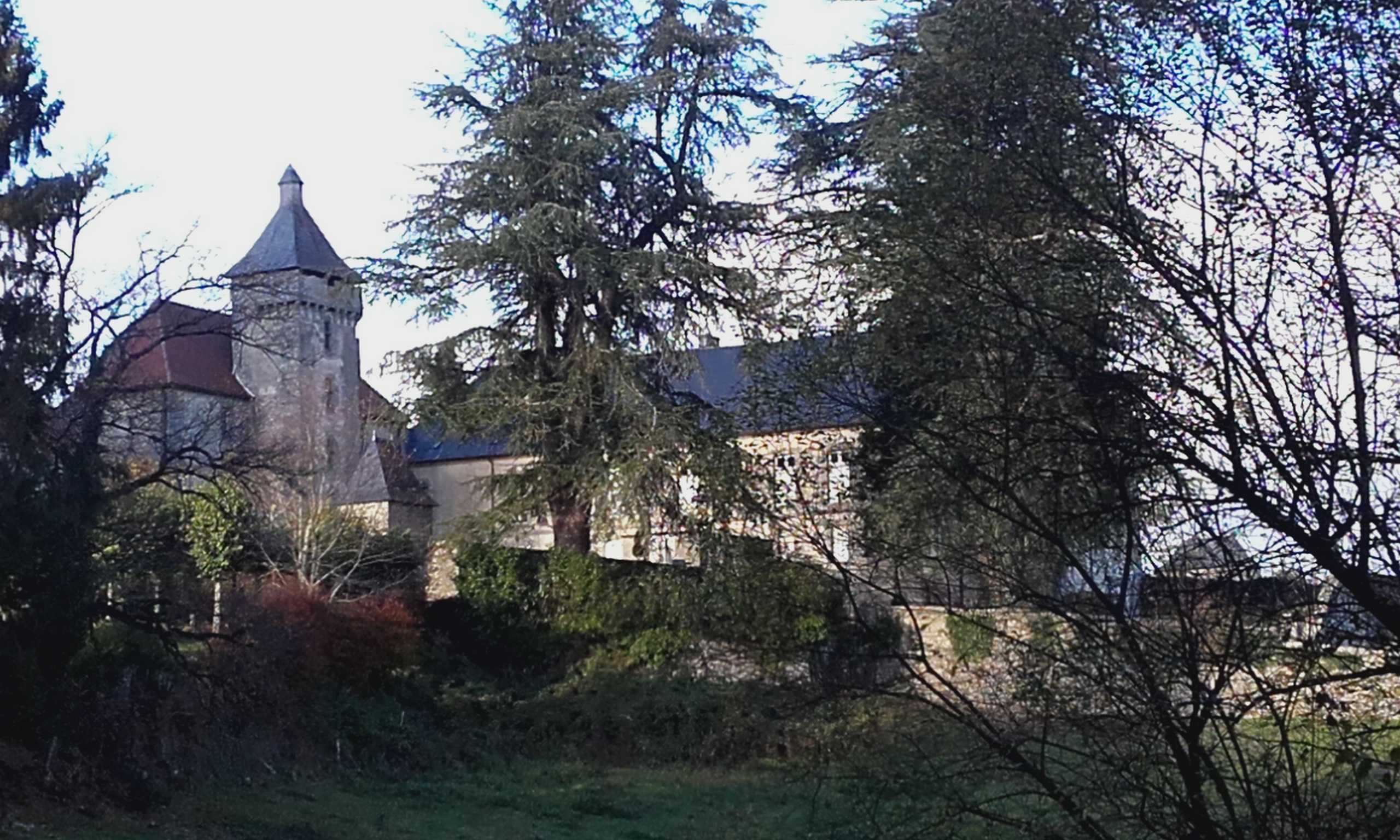
Château de Massenon.
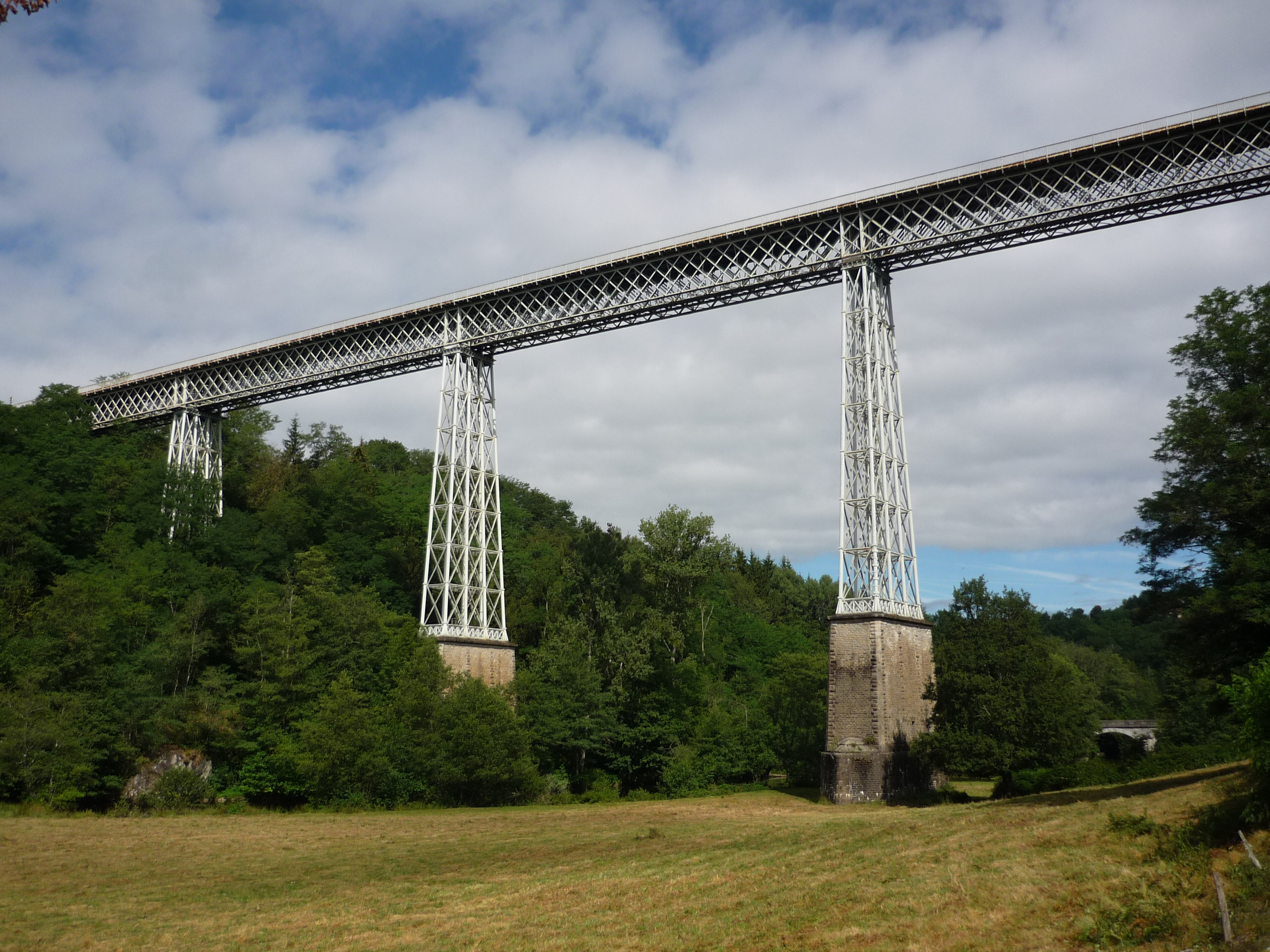
Viaduc ferroviaire - Busseau-sur-Creuse.
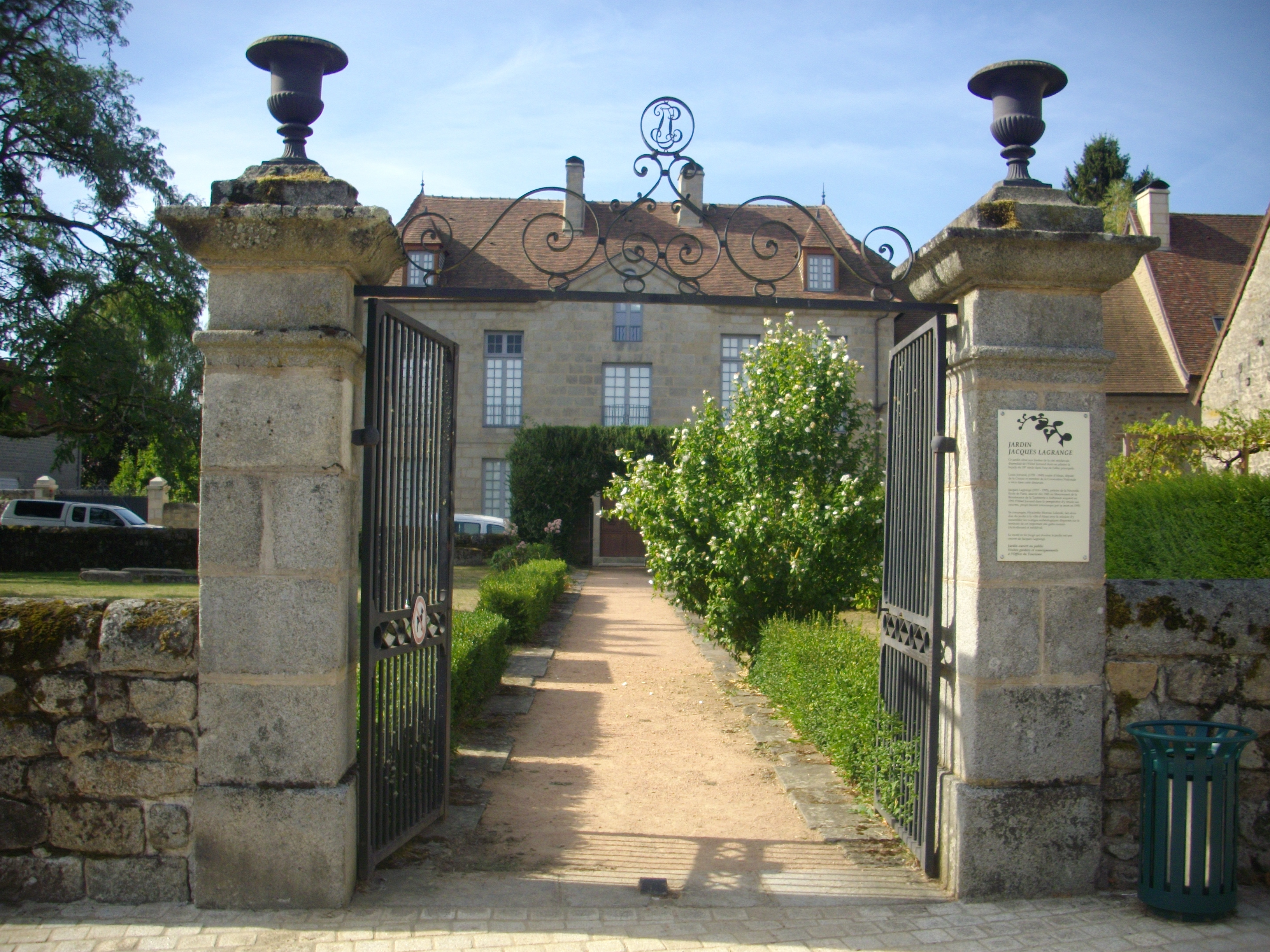
Jardin Jacques-Lagrange.

- Tour Saint-Barnabé, derrière l'église des murs et vestiges de la tour dite de Saint-Barnabé (restes des fortifications qui ceinturèrent la ville)[49].
- Maison des comtes de la Marche[50].
- Le château de la Chezotte. À trois kilomètres d'Ahun, au village de la Chezotte, il existe un vieux château féodal bien conservé[51].
- Le château de Chantemille datant du Xe siècle[52].
- Le château de Massenon datant du XVe siècle[53].
- Le jardin lapidaire Jacques-Lagrange[54],[55].
- Une fontaine près de l'Hôtel de ville[56],[57]
- Le viaduc de Busseau, viaduc ferroviaire situé entre les communes d'Ahun et de Cressat, inscrit sur l'inventaire supplémentaire des monuments historiques le 15 janvier 1975[58].

### Personnalités liées à la commune
- Les Lémovices - latin Lemovices - étaient un peuple gaulois, une de leurs places-fortes était à Ahun. Leur nom vient de Lemo « orme » et vices « qui vainquent », et signifie « vainqueurs avec l'orme ». Ils ont aussi laissé leur nom à Limoges et au Limousin.
- Silvain d'Ahun, saint martyr, mort sur la commune et ayant son tombeau dans l'église d'Ahun.
- Évrard d'Espinques, enlumineur d'origine allemande au service de Jacques d'Armagnac, installé dans la ville et mort vers 1494-1500.
- Charles de Biencourt, né le 7 novembre 1747 au château de Masfaure à Ahun, mort le 23 décembre 1824 au château d'Azay, général et homme politique français.
- La famille Jorrand. Louis Jorrand (1756-1845), fut élu 5e conventionnel de la Creuse en 1792 et devint député au  Conseil des Cinq-Cents en 1795. Il fut maire d'Ahun de 1830 à 1837. L'un de ses enfants fut  également maire d'Ahun de 1857 à 1866. Parmi les descendants, Antoine Jorrand (1864-1933) (Manufacture  de  tapisserie Croc-Jorrand) se tourna vers la création de cartons de tapisserie, André Jorrand (1921-2007), né à Aubusson et décédé à Belvès, était compositeur, organiste premier titulaire de l'église Ste-Croix d'Aubusson et magistrat (une rue d'Aubusson porte désormais son nom), son frère, Bruno (1926-1960) fut peintre-cartonnier. La famille Jorrand est inhumée à Ahun.
- Joachim Vilate (1767-1795), professeur et prêtre, membre du tribunal révolutionnaire.
- Auguste Léon Chambonnet est un homme politique français né le 6 mai 1888 à Auzances (Creuse), décédé le 15 mai 1974 à Aubusson. Il s'installe comme vétérinaire à Aubusson après la Première Guerre mondiale. Jusque dans les années cinquante, il exerce différentes fonctions dans le monde agricole. Il enseignera à l'école d'agriculture de Crocq puis à celle d'Ahun pendant plusieurs années. Député (1936-1938) puis sénateur rad-soc (1938-1942) de la Creuse.
- Marcel Rohrbach, coureur cycliste.
- Jean Auclair, ancien conseiller général et ancien député UMP.
- Valentin Vigneron (1908-1973), architecte, actif surtout à Clermont-Ferrand, né à Ahun.

### Héraldique
|  | Les armoiries d'Ahun se blasonnent ainsi : Fascé d'argent et d'azur de six pièces. |